# Letra redonda

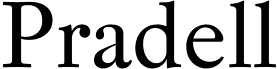
Muestra de letra redonda de imprenta característica del siglo XVIII

Letra redonda inglesa del siglo XX

En tipografía, la letra redonda, o redondilla es un estilo de letra que se caracteriza por mantener verticales las astas que van de arriba abajo y redondeadas sus letras cortas. Es el estilo de letra normal por oposición a las letras cursivas o negritas de un juego o familia tipográfica.
Los términos usados en ocasiones letra romanilla o romana se refieren a las letras redondas que aparecieron en el periodo humanista inmediatamente anterior a la imprenta, en el entorno de Poggio Bracciolini, para acompañar a las letras capitales romanas. La letra romanilla tiene las características gracias o serifas de la letra capitalis romana.

## Historia

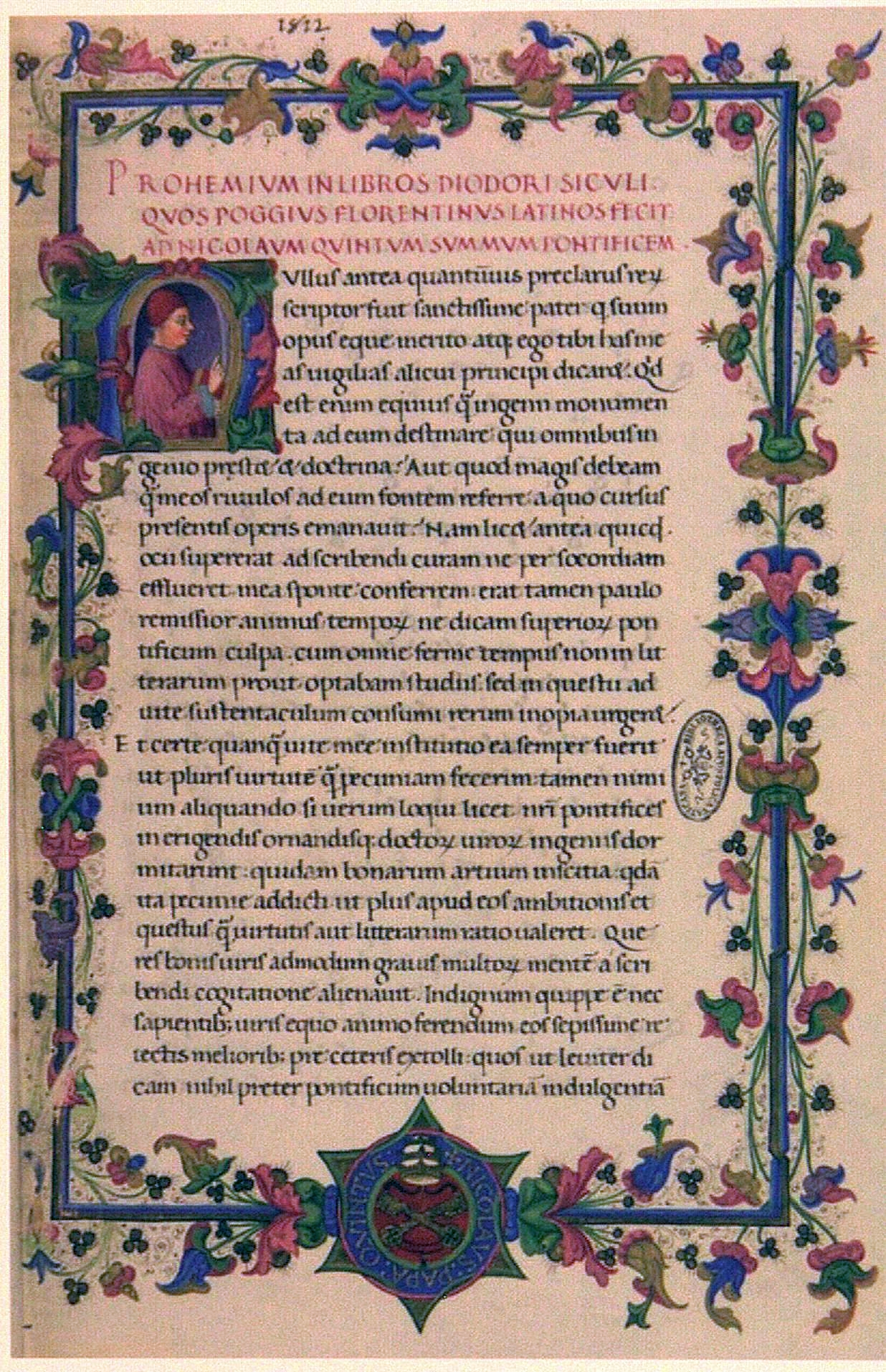
Detalle de página manuscrita de Poggio Bracciolini que muestra la letra redonda humanista inmediatamente anterior a la imprenta

La imprenta en su periodo incunable tomó primero la letra gótica rotunda alemana e inmediatamente la letra redonda humanista característica de su época. En Italia y posteriormente en Francia esta letra se generalizó, mientras en España o Alemania el uso de la gótica se prolongó más tiempo.
El origen de la letra humanista está en líneas generales en la minúscula carolingia, pasada por el ambiente universitario de Bolonia y llevada a su culminación por el calígrafo Poggio Bracciolini. En el siglo XIX (hacia 1820 en el entorno de la fundición del tipógrafo inglés William Caslon, donde apareció por primera vez en un catálogo) se eliminaron las gracias o serifas en tipos de adorno, que luego se llamarían de palo seco. El término de «letra redonda» se mantuvo para la letra normal, sin necesidad de que tuviera gracias.